# Birgit Tengroth
Birgit Tengroth, Eva Birgitta Tengroth (13. juli 1915 i Stockholm – 21. september 1983 i Ösmo, Nynäshamn), var en svensk skuespillerinde, forfatter og ugebladsskribent.
Hun var 1950-1952 gift med den senere danske statsminister Jens Otto Krag.

## Udvalgt filmografi
- 1926 - Mordbrännerskan
- 1927 - Hin och smålänningen
- 1928 - Synd
- 1932 - Bomans pojke
- 1932 - Hans livs match
- 1932 - Pojkarna på Storholmen
- 1932 - Vad veta väl männen
- 1933 - Giftasvuxna döttrar
- 1934 - Atlantäventyret
- 1934 - Sången om den eldröda blomman
- 1935 - Flickornas Alfred
- 1935 - Ungkarlspappan
- 1935 - Ebberöds bank
- 1936 - Annonsera!
- 1936 - Familjens hemlighet
- 1936 - Kungen kommer
- 1936 - Johan Ulfstjerna
- 1937 - O, en så'n natt!
- 1937 - Pappas pojke
- 1937 - Dollar
- 1938 - Sockerskrinet
- 1939 - Gläd dig i din ungdom
- 1939 - Gubben kommer
- 1939 - Oss baroner emellan
- 1940 - ... som en tjuv om natten
- 1940 - Karl för sin hatt
- 1940 - Västkustens hjältar
- 1941 - En man för mycket
- 1941 - Så tuktas en äkta man
- 1942 - Kan doktorn komma?
- 1942 - Rospiggar
- 1942 - Jacobs stege
- 1943 - I brist på bevis
- 1943 - Natt i hamn
- 1943 - Katrina
- 1943 - På liv och död
- 1943 - Sonja
- 1944 - På farliga vägar
- 1944 - Skogen är vår arvedel
- 1945 - Mans kvinna
- 1946 - Ödemarksprästen
- 1947 - Dynamit
- 1947 - Krigsmans erinran
- 1948 - Synd
- 1949 - Törst
- 1950 - Flicka och hyacinter